# گوبل‌لی (فکه)
گوبل‌لی (به ترکی استانبولی: Göbelli) یک منطقهٔ مسکونی در ترکیه است که در فکه، ترکیه واقع شده‌است.